# Zlo (televizijska serija)
Zlo (engleski: Evil) je američka televizijska serija koju su stvorili Robert i Michelle King, prikazuje se na CBS-u od 26. rujna 2019.
Serija ima tri sezone a u srpnju 2022. obnovljena je za četvrtu sezonu.

## Radnja
Skeptična forenzička psihologica udružuje se s katoličkim sjemeništarcem i njegovim tehničarom kako bi istražila navodne nadnaravne nesreće.

## Pregled serije
Serija se u Hrvatskoj prikazuje na RTL Crime i RTL 2. Premijerno samo prva sezona prikazana je na Pickboxu , 18. svibnja 2020., dok na RTL Crime-u je prikazana 5. lipnja 2021. Druga je prikazana 1. listopada 2022. na RTL 2, nekoliko dana kasnije i na RTL Crime-u.
| Sezona | Epizoda | SAD prikazivanje                     | Hrvatsko prikazivanje              | Mreža     |
| ------ | ------- | ------------------------------------ | ---------------------------------- | --------- |
| 1.     | 13      | 26. rujna 2019. – 30. siječnja 2020. | 5. lipnja – 19. lipnja 2021.       | RTL Crime |
| 2.     | 13      | 20. lipnja – 10. listopada 2021.     | 1. listopada – 22. listopada 2022. | RTL 2     |
| 3.     | 10      | 12. lipnja – 14. kolovoza 2022.      |                                    |           |
| 4.     | 14      | 23. svibnja – 22. kolovoza 2024.     |                                    |           |

## Glumačka postava

### Glavna
- Katja Herbers kao Kristen Bouchard
- Mike Colter kao David Acosta
- Aasif Mandvi kao Ben Shakir
- Kurt Fuller kao Dr. Kurt Boggs
- Marti Matulis kao George
- Brooklyn Shuck kao Lynn Bouchard
- Skylar Grey kao Lila Bouchard
- Maddy Crocco kao Lexis Bouchard
- Dalya Knapp kao Laura Bouchard
- Christine Lahti kao Sheryl Luria
- Michael Emerson kao Dr. Leland Townsend
- Ashley Edner kao Abbey
- Andrea Martin kao Sister Andrea

### Sporedna
- Darren Pettie kao Orson LeRoux (sezone 1–2)
- Brooke Bloom kao Emily LeRoux (sezone 1, 3)
- Danny Burstein kao Lewis Cormier (sezone 1–2)
- Boris McGiver kao Monsignor Matthew Korecki (sezone 1–3)
- Sohina Sidhu kao Karima Shakir
- Clark Johnson kao Father Amara (sezona 1)
- Noah Robbins kao Sebastian Lewin (sezona 1)
- Nora Murphy kao Rose390 (sezone 1–2)
- Karen Pittman kao Caroline Hopkins (sezona 1)
- Nicole Shalhoub kao Vanessa Dudley (sezone 1–2)
- Li Jun Li kao Grace Ling
- Kristen Connolly kao Detective Mira Byrd (sezone 1–2)
- Patrick Brammall kao Andy Bouchard
- Peter Scolari kao Bishop Thomas Marx (sezone 1–2)
- Renée Elise Goldsberry kao Renée Harris (sezone 1–2)
- Taylor Louderman kao Malindaz
- Dylan Baker kao Father Kay (sezona 2)
- Brian Stokes Mitchell kao Father Joe Mulvehill (sezona 2)
- Stephen Dexter kao "Fry Guy" (sezone 2–3)
- Brian d'Arcy James kao Victor LeConte (sezone 2–3)
- Anthony DeSando kao Father Rodrigo Katagas (sezone 2–3)
- Tim Matheson kao Edward Tragoren

## Produkcija
CBS je u siječnju 2019. naručila pilot epizodu za potencijalnu seriju, koju je stvorio tim pisaca sastavljen od Roberta i Michelle King. Glumci Katja Herbers i Mike Colter izabrani su u veljači, dok su Michael Emerson i Aasif Mandvi izabrani u ožujku. Serija je službeno naručena u svibnju 2019. godine, a premijerno je počela 26. rujna 2019. Christine Lahti je 18. srpnja 2019. dobila ulogu Sheryl Luria, zamijenivši Deirdru O'Connell, koja je bila u izvornom pilotu. Dana 25. srpnja 2019. objavljeno je da je Kurt Fuller, koji je glumio u pilotu, promaknut u glavnu glumačku postavu.
CBS je 22. listopada 2019. obnovio seriju za drugu sezonu.  Snimanje druge sezone odgođeno je zbog pandemije COVID-19 u Sjedinjenim Državama, ali je kasnije započelo u listopadu 2020. i preusmjereno je u "sezonu usmjereniju na likove". Snimanje je završeno u lipnju 2021. Dana 18. svibnja 2021. CBS izvijestio je da će se serija preseliti na Paramount+ za drugu sezonu. Dana 23. svibnja 2021. objavljeno je da će druga sezona biti premijerno prikazana 20. lipnja 2021.
Paramount+ je 8. srpnja 2021. obnovio seriju za treću sezonu koja je trajala od 12. lipnja do 14. kolovoza 2022. Snimanje ove sezone započelo je 15. studenog 2021., a završeno je u svibnju 2022. godine.
5. srpnja 2022. Paramount+ je obnovio seriju za četvrtu sezonu.

## Vanjske poveznice
- Službena stranica na amazon.com
- Evil u internetskoj bazi filmova IMDb-a